# David Ayer
David Ayer (Champaign, Illinois, 18 de janeiro de 1968) é um diretor, produtor e roteirista americano. Ele é mais conhecido por ser o roteirista de Training Day (2001), e o diretor e roteirista de Os Reis da Rua (2008), End of Watch (2012), Fury (2014) e Esquadrão Suicida (2016).

## Biografia
Ayer nasceu em Champaign, Illinois, em 18 de janeiro de 1968, e cresceu em Bloomington, Minnesota e Bethesda, Maryland. Ayer foi expulso de casa pelos seus pais durante a adolescência. Ele então morou com seu primo em Los Angeles, Califórnia, onde suas experiências em South Central Los Angeles tornaram-se a inspiração para muitos de seus filmes. Ayer então se alistou na Marinha dos Estados Unidos.

## Carreira
O roteiro de Ayer, U-571, de 2000, foi baseado em suas experiências na Marinha dos Estados Unidos. Ayer colaborou no roteiro de The Fast and the Furious, de 2001, que iniciou uma popular franquia de filmes, e foi sua pesquisa no Departamento de Polícia de Los Angeles que levou ao seu roteiro mais proeminente, Training Day, também de 2001. Ayer também escreveu os roteiros de Dark Blue, de 2002, e S.W.A.T., lançado em 2003.
A estreia de Ayer na direção foi com o filme Harsh Times, de 2005, um drama nas ruas de South Central Los Angeles, mostrando como o uso de drogas e as experiências militares passadas afetam as tentativas das pessoas de levar vidas normais. Ele então dirigiu o thriller policial Os Reis da Rua, que foi lançado em 2008.

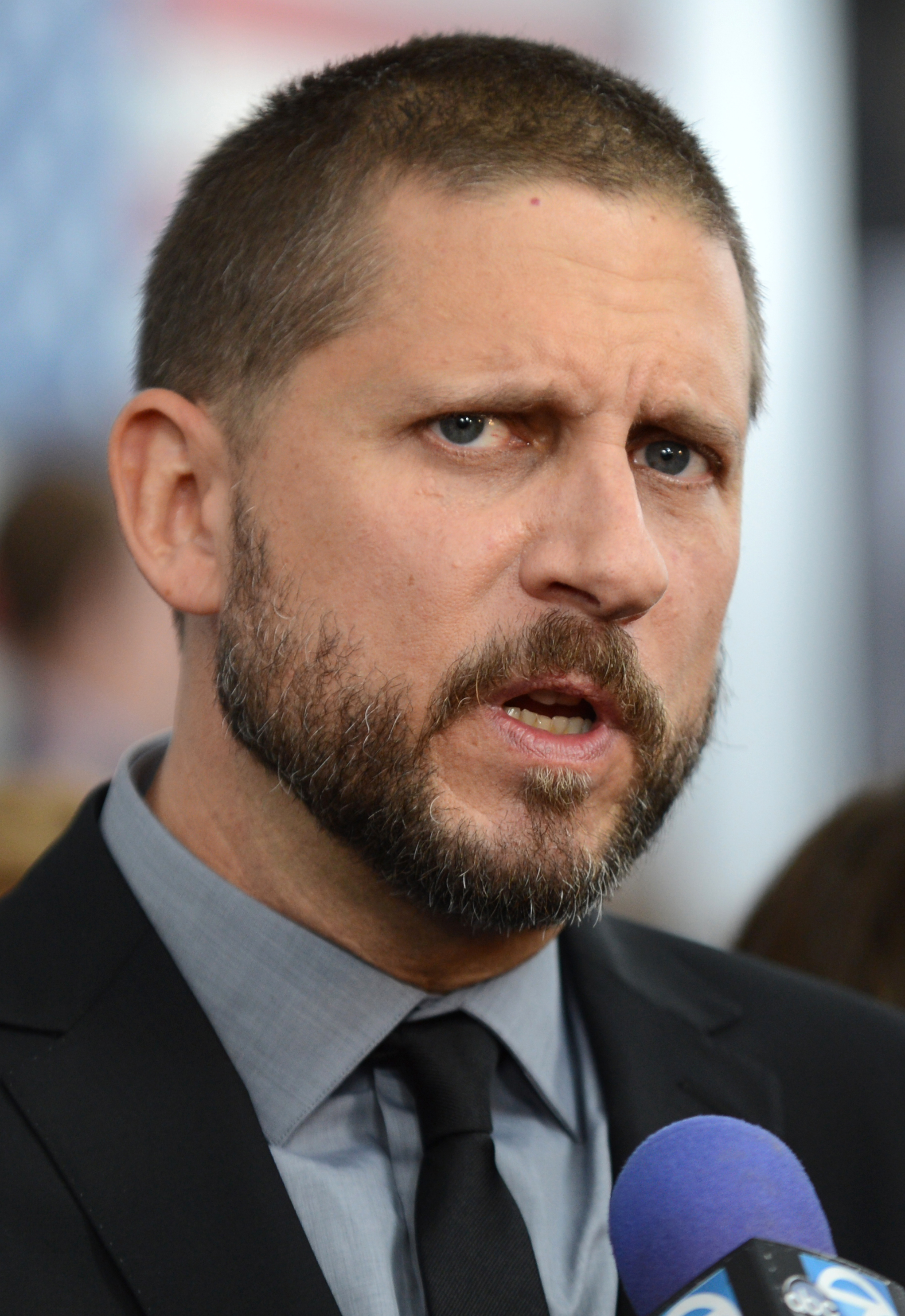
Ayer na estreia de Fury no Newseum em Washington D.C.

Ayer escreveu e dirigiu End of Watch, um drama sobre a vida diária de dois policiais da South Central Los Angeles, interpretados por Jake Gyllenhaal e Michael Peña. O filme foi lançado no outono de 2012, tendo um rentável retorno de bilheteria e recepção favorável da crítica, com o crítico Roger Ebert nomeando-o como o quarto melhor filme de 2012 e como "um dos melhores filmes policiais nos últimos anos". Seu próximo filme foi o thriller policial Sabotage, estrelado por Arnold Schwarzenegger, de 2014. Ele escreveu e dirigiu o filme Fury, ambientando na Segunda Guerra Mundial, estrelado por Brad Pitt, Shia LaBeouf e Logan Lerman, que foi lançado em 2014.
Ayer escreveu e dirigiu Esquadrão Suicida, filme baseado na equipe de equipe homônima de anti-heróis da DC Comics, que foi lançado em 2016. O filme, juntamente com a direção de Ayer, recebeu críticas negativas, embora tenha se tornado seu filme mais bem sucedido comercialmente até agora.
Ayer dirigiu o "thriller policial contemporâneo, mas com elementos fantásticos" intitulado Bright, estrelado por Will Smith e Joel Edgerton, com um roteiro escrito por Max Landis. Netflix investiu no filme um orçamento de US$ 90 milhões. O filme foi lançado em 22 de dezembro de 2017.
Em 13 de dezembro de 2016, Ayer foi trazido para dirigir o spin-off de Esquadrão Suicida, intitulado Gotham City Sirens, estrelado por Margot Robbie reprisando seu papel de Arlequina.

## Filmografia
| Ano  | Filme                    | Papel   | Papel      | Papel     |
| Ano  | Filme                    | Diretor | Roteirista | Produtor  |
| ---- | ------------------------ | ------- | ---------- | --------- |
| 2000 | U-571                    |         | Sim        |           |
| 2001 | Training Day             |         | Sim        | Sim       |
| 2001 | The Fast and the Furious |         | Sim        |           |
| 2002 | Dark Blue                |         | Sim        |           |
| 2003 | S.W.A.T.                 |         | Sim        |           |
| 2005 | Harsh Times              | Sim     | Sim        | Sim       |
| 2008 | Os Reis da Rua           | Sim     |            |           |
| 2012 | End of Watch             | Sim     | Sim        | Sim       |
| 2014 | Sabotage                 | Sim     | Sim        | Sim       |
| 2014 | Fury                     | Sim     | Sim        | Sim       |
| 2016 | Esquadrão Suicida        | Sim     | Sim        |           |
| 2017 | Bright                   | Sim     |            | Sim       |
| 2020 | Birds of Prey            |         |            | Executivo |
| 2020 | The Tax Collector        | Sim     | Sim        | Sim       |
| 2024 | The Beekeeper            | Sim     |            | Sim       |

## Colaboradores recorrentes
| Actor              | Harsh Times (2005) | Os Reis da Rua (2008) | End of Watch (2012) | Sabotage (2014) | Fury (2014) | Esquadrão Suicida (2016) | Bright (2017) | Total |
| ------------------ | ------------------ | --------------------- | ------------------- | --------------- | ----------- | ------------------------ | ------------- | ----- |
| Ike Barinholtz     |                    |                       |                     |                 |             | Sim                      | Sim           | 2     |
| Corina Calderon    |                    |                       | Sim                 |                 |             | Sim                      |               | 2     |
| Common             |                    | Sim                   |                     |                 |             | Sim                      |               | 2     |
| Maurice Compte     |                    |                       | Sim                 | Sim             |             |                          |               | 2     |
| Terry Crews        | Sim                | Sim                   |                     |                 |             |                          |               | 2     |
| Scott Eastwood     |                    |                       |                     |                 | Sim         | Sim                      |               | 2     |
| Noel Gugliemi      | Sim                | Sim                   |                     |                 |             |                          |               | 2     |
| David Harbour      |                    |                       | Sim                 |                 |             | Sim                      |               | 2     |
| Brad William Henke |                    |                       |                     |                 | Sim         |                          | Sim           | 2     |
| Alex Meraz         |                    |                       |                     |                 |             | Sim                      | Sim           | 2     |
| Michael Monks      | Sim                | Sim                   | Sim                 | Sim             |             |                          |               | 4     |
| Jim Parrack        |                    |                       |                     |                 | Sim         | Sim                      |               | 2     |
| Michael Peña       |                    |                       | Sim                 |                 | Sim         |                          |               | 2     |
| Emilio Rivera      | Sim                | Sim                   |                     |                 |             |                          |               | 2     |
| Cle Shaheed Sloan  |                    | Sim                   | Sim                 |                 |             |                          | Sim           | 3     |
| Will Smith         |                    |                       |                     |                 |             | Sim                      | Sim           | 2     |
| Kevin Vance        |                    |                       | Sim                 | Sim             | Sim         | Sim                      |               | 4     |

## Recepção
Diretor
| Filme             | Rotten Tomatoes | Orçamento    | Bilheteria     |
| ----------------- | --------------- | ------------ | -------------- |
| Harsh Times       | 48%             | $2 milhões   | $5.9 milhões   |
| Os Reis da Rua    | 36%             | $20 milhões  | $65.6 milhões  |
| End of Watch      | 85%             | $7 milhões   | $57.6 milhões  |
| Sabotage          | 20%             | $35 milhões  | $17 milhões    |
| Fury              | 77%             | $68 milhões  | $211.8 milhões |
| Esquadrão Suicida | 26%             | $175 milhões | $745.6 milhões |
| Bright            | 28%             | $90 milhões  | TBA            |